# Psicologi (gruppo musicale)
Gli Psicologi sono un duo musicale italiano formatosi nel 2019 e composto da Drast, pseudonimo di Marco De Cesaris (Napoli, 28 marzo 2001) e Lil Kvneki, pseudonimo di Alessio Akira Aresu (Roma, 3 gennaio 2001).

## Storia del gruppo

### Inizi e i primi due EP (2018-2019)
Iniziano a pubblicare le loro prime canzoni sul sito di music sharing SoundCloud a partire dal 2018, e proprio durante il biennio 2018-19, nel quale la scena romana è stata particolarmente attiva, lo stesso Kvneki pubblica musica sia su SoundCloud, sia sul proprio profilo Instagram, che come membro della Blitzgang, e affiliato dei rattoboys. Il 14 gennaio 2019 viene pubblicata sul profilo SoundCloud di Lil Kvneki la loro prima canzone come duo, intitolata Demo1, mentre il primo brano reso disponibile sul canale YouTube del gruppo è Diploma, seppur il suo titolo originale fosse Psicologi/Diploma. Dopo l'uscita del pezzo il duo decide di tenere come nome del duo "Psicologi", a causa di un'incomprensione dei fan, che pensavano che quello fosse il nome del duo. Nel giro di pochi mesi attirano l'attenzione, in particolare con Autostima, pubblicata il 23 aprile 2019. Il 31 maggio 2019 pubblicano il loro primo EP di 6 tracce intitolato 2001 per l'etichetta Bomba Dischi. A maggio si esibiscono al MI AMI Festival e a luglio al Goa-Boa Festival insieme a Salmo e Dani Faiv. Il 18 ottobre collaborano con Mecna alla realizzazione del singolo Neverland. Il 25 ottobre esce il loro secondo EP intitolato 1002, anch'esso costituito da 6 tracce. Il 23 novembre partecipano alla Milano Music Week. Il 15 novembre pubblicano l'album-raccolta 2001 / / 1002, a cui fa seguito una serie di concerti sul territorio nazionale. A dicembre 2019 la canzone Autostima viene certificata disco d'oro dalla FIMI.

### Millennium Bug(2020-2022)
Il 12 giugno 2020 pubblicano il primo album in studio intitolato Millennium Bug, che esordisce in quinta posizione nella classifica FIMI. Il 16 settembre pubblicano il singolo Tatuaggi in collaborazione con la cantante Ariete.
Il primo singolo del 2021 è Incubo, pubblicato il 27 gennaio e prodotto da Dardust. Il 2 aprile 2021 viene pubblicata una ristampa di Millennium Bug con sette tracce aggiuntive, dal titolo Millennium Bug X. Nel dicembre 2021 pubblicano il singolo Sui muri, che anticipa un nuovo tour. Nello stesso mese il duo compare nell'album di Novelo, completamente prodotto da Drast, con Problema. A gennaio 2022 compaiono nell'album X2 di Sick Luke con Camel e Malinconia in collaborazione con Coco mentre a marzo dello stesso anno partecipano all'album Oro blu di Bresh con Alcool & Acqua.

### TraumaeDIY(2022-presente)
Il 10 marzo 2022 pubblicano il singolo Fiori morti che insieme a Sui muri anticipa la pubblicazione del secondo album in studio Trauma, pubblicato il 29 aprile. Nel dicembre 2022 il duo decide di prendersi una "pausa" per concentrarsi sulle carriere da solisti. Il 23 febbraio 2023 Kvneki pubblica il suo primo disco da solista, Crescendo, anticipato dai singoli Solo come un cane e Domani in collaborazione con VillaBanks. Il 24 marzo 2023 Drast pubblica Indaco, il suo primo album da solista, anticipato dai singoli Nuovo inizio, Lontanissima e Tutta La Vita. 
Il 30 maggio 2024, il duo si riunisce pubblicando il singolo Gas. Il 29 novembre, il duo pubblica un nuovo album in studio, dal titolo Diy, che contiene 13 tracce (di cui una in collaborazione con il rapper Nayt).

## Discografia

### Album in studio
- 2020 – Millennium Bug
- 2022 – Trauma
- 2024 – DIY

### Raccolte
- 2019 – 2001 // 1002

### EP
- 2019 – 2001
- 2019 – 1002

### Singoli
- 2019 – Ancora sveglio (prod. Zef)
- 2019 – Non mi fido (feat. Side Baby, MACE)
- 2019 – PsycoSide (feat. Side Baby, Night Skinny)
- 2019 – Stanotte (prod. Sick Luke)
- 2020 – Fck U (feat. Madame)
- 2020 – Generazione
- 2020 – Sto bene
- 2020 – Tatuaggi (feat. Ariete)
- 2020 – Vestiti d'odio (feat. Tredici Pietro, prod. Mr. Monkey)
- 2021 – Incubo
- 2021 – Sui muri
- 2022 – Fiori morti
- 2022 – Umore (feat. Ariete)
- 2022 – NLFP (feat. Thasup)
- 2024 – GAS

### Collaborazioni
- 2019 – Mecna & Sick Luke – Neverland (feat. Märina, Voodoo Kid & AINÉ)
- 2020 – MV Killa & Yung Snapp – Las Vegas
- 2020 – Radical – Pills//Sorry
- 2021 – Joe Scacchi, Tommy Toxxic – Ho un amico
- 2021 – Mace – Notte fonda (feat. Ketama126)
- 2021 – Lil Busso – Vita e problemi
- 2021 – Novelo – Problema
- 2021 – Tauro Boys - Jeans
- 2021 – Vipra, Mr. Monkey - Ciao Bella
- 2022 – Bresh, SHUNE – Alcool & Acqua
- 2022 – Sick Luke – Camel e Malinconia (feat. CoCo)
- 2025 – Tredici Pietro – Tempesta (feat. Lil Busso)